# NorNed-kabel

Kaart

De NorNed-kabel is een 580 km lange gelijkstroom-hoogspanningskabel over de bodem van de Noordzee tussen Noorwegen en Nederland. De kabel kwam in mei 2008 in gebruik. De verbinding wordt door het Nederlandse TenneT en het Noorse Statnett geëxploiteerd.
Nederland importeert meer elektriciteit dan Noorwegen en was alleen in 2010 een netto exporteur van stroom naar Noorwegen.

## Geschiedenis
Voor de aanleg van een elektriciteitskabel was in 1991 al in een principeakkoord tussen de Nederlandse SEP en het Noorse Statkraft vastgelegd. Door de opheffing van de SEP, de privatisering van de elektriciteitssector en de lage brandstofprijzen is het project een tijd geschorst. 
TenneT maakte op 19 januari 2004 bekend samen met het Noorse Statnett een hoogspanningskabel over de bodem van de Noordzee te willen leggen. Deze kabel zou de import van elektriciteit uit Noorwegen mogelijk maken en zou tevens een verbinding vormen tussen de energiemarkten van Scandinavië en West-Europa. De bedrijven zouden samen 600 miljoen euro investeren in de kabel. De aanleg is in april 2008 voltooid en het commerciële gebruik is op 6 mei 2008 gestart.
De kabel heeft een capaciteit van 700 MW, te vergelijken met ongeveer de productie van een grote elektriciteitscentrale. Het doel van de kabel is om overdag goedkope met waterkracht opgewekte, dus schone elektriciteit uit Noorwegen te importeren. Goedkope Nederlandse nachtstroom kan 's nachts worden gebruikt om Noorwegen te voorzien zodat het water in de bassins van de Noorse waterkrachtcentrales voor de piekvraag kan worden gespaard. Eventueel kan zelfs de goedkope nachtstroom gebruikt worden om water omhoog in het spaarbekken te pompen, om er dan overdag, als er grote behoefte is aan stroom, weer elektriciteit mee op te wekken. De stuwmeren in Noorwegen worden op die manier gebruikt om energie op te slaan, die weer terug kan worden gewonnen. Het rendement van deze opslag van elektrische energie ligt een stuk hoger dan bij het gebruik van elektrische accu's, vooral als bij een overschot door rechtstreekse levering aan de Noorse consumenten de spaarbekkens van de waterkrachtcentrales kunnen worden omzeild. Waterkracht is veel voorspelbaarder dan windenergie. De Nederlandse elektriciteitscentrales kunnen dankzij deze kabel gelijkmatiger en efficiënter draaien.
Aanvankelijk was er kritiek op de stroom uit Noorwegen in Nederland die als groene stroom wordt aangemerkt. Deze stroom is dan wel opgewekt door waterkracht maar dankzij dezelfde kabel ontving Noorwegen 's nachts Nederlandse stroom opgewekt door gas- en kolencentrales. Er werd dus niets extra aan waterkracht opgewekt.. De kabel is destijds gelegd om kolencentrales 's nachts door te kunnen laten draaien en dus minder verlies te geven. Maar door de groei van zonne- en windenergie gaat er inmiddels, vooral in de zomer, juist overdag stroom van Nederland naar Noorwegen. Om vanaf 's avonds weer als in de stuwmeren opgeslagen waterkracht terug te kunnen leveren. 
Waterkracht is dan wel voorspelbaarder dan wind- en zonne-energie, maar in december 2002 dreigde in Noorwegen een stroomtekort als gevolg van een laag waterniveau in de stuwmeren. Dankzij de kabelverbindingen met Nederland, Duitsland en Denemarken is de kans op elektriciteitstekorten als gevolg van lege stuwmeren kleiner.

## Techniek
De verbinding werkt met hoogspanningsgelijkstroom (HVDC). Bij gelijkstroom is er geen skineffect en laat toe om twee niet-synchone netten te koppelen. De kabel heeft twee aders, wordt op een spanning van ±450 kV bedreven en kan een vermogen aan van 700 MW. Aan de beide uiteinden bevinden zich omvormers die de wisselstroom vanuit de nationale netten gelijkrichten en inverters, die de gelijkstroom omvormen naar driefasen wisselstroom, waarmee de nationale netten worden gevoed.

## Gegevens
- capaciteit: 700 MW
- lengte: 580 km
- kosten: ruim 600 miljoen euro
- landingsplaats in Nederland: Eemshaven
- landingsplaats in Noorwegen: Feda, gemeente Kvinesdal

De kabel loopt 420 km in ondiep water, tot 50 m diep, en 160 km in diep water, tot maximaal 409 m.

### Transport
De kabel is sinds mei 2008 in gebruik. Nederland importeert meer elektriciteit dan Noorwegen en was alleen in 2010 een netto exporteur van stroom naar Noorwegen.
| jaar | invoer uit Noorwegen | uitvoer naar Noorwegen | saldo |
| ---- | -------------------- | ---------------------- | ----- |
| 2008 | 3155                 | 333                    | 2822  |
| 2009 | 2813                 | 1263                   | 1550  |
| 2010 | 1327                 | 2437                   | −1110 |
| 2011 | 3358                 | 1550                   | 1808  |
| 2012 | 5645                 | 93                     | 5552  |
| 2013 | 4172                 | 249                    | 3923  |
| 2014 | 5463                 | 107                    | 5356  |
| 2015 | 5768                 | 12                     | 5756  |
| 2016 | 4197                 | 281                    | 3916  |
| 2017 | 4981                 | 114                    | 4867  |
| 2018 | 3877                 | 334                    | 3543  |
| 2019 | 2634                 | 1340                   | 1294  |
| 2020 | 4621                 | 110                    | 4511  |
| 2021 | 3501                 | 364                    | 3137  |
| 2022 | 1803                 | 419                    | 1384  |
| 2023 | 2924                 | 671                    | 2253  |

## Overzicht overzeese kabels in de Noordzee
| verbinding     | landen    | landen     | capaciteit MW | spanning kV | jaar in gebruik |
| -------------- | --------- | ---------- | ------------- | ----------- | --------------- |
| NorNed-kabel   | Nederland | Noorwegen  | 0700          | 450         | 2008            |
| BritNed-kabel  | Nederland | Engeland   | 1000          | 450         | 2011            |
| Nemo Link      | België    | Engeland   | 1000          | 400         | 2019            |
| COBRA-kabel    | Nederland | Denemarken | 0700          | 320         | 2019            |
| NordLink       | Duitsland | Noorwegen  | 1400          | 500         | 2020            |
| NorGer-kabel   | Duitsland | Noorwegen  | 1400          | 450 - 500   | 2021            |
| North Sea Link | Noorwegen | Engeland   | 1400          | 525         | 2022            |

De eerste kabel die in gebruik werd genomen was de Cross-Skagerrak tussen Noorwegen en Denemarken in 1977, door het Skagerrak.

## Voetnoten
1. ↑  De Ingenieur. NorNed in gebruik genomen, 23 mei 2008.
2. ↑  TenneT. NorNed.
3. ↑  Trouw. Groene stroom is succes, maar helaas niet groen, 9 augustus 2012.
4. ↑  https://app.electricitymaps.com/zone/NL?solar=false&remote=true&wind=false
5. ↑  NU.nl. Mogelijk stroomtekort in Noorwegen, 4 december 2002
6. ↑  CBS Elektriciteitsbalans; aanbod en verbruik, 22 juni 2024